# Пролетарська нація
Пролетарська нація - це термін, який вживали італійські інтелектуали-націоналісти у 20-му столітті, такі як Енріко Коррадіні, для позначення Італії та інші нації, які вони вважали продуктивними, морально сильними і схильними до сміливих дій - за аналогією з пролетаріатом, який, як стверджувалося, також уособлював ці характеристики. Коррадіні був захоплений революційними пролетарськими рухами, такими як синдикалізм, за їхню тактику, хоча він виступав проти їхніх цілей. Він прагнув надихнути радикальний націоналістичний рух, який використовував би схожу тактику для досягнення інших цілей: рух, що підтримував імперіалістичну війну, а не класову революцію, при цьому залишаючи ті самі методи "максимальної єдності, концентрації сил, залізної дисципліни та безжальності". Коррадіні співставляв концепцію пролетаріату з економічною функцією виробництва, стверджуючи, що всі виробники є пролетарями у моральному сенсі (не лише робітники, але також продуктивні власники та підприємці), і він вважав, що всі виробники повинні бути в авангарді нової імперіалістичної пролетарської нації.
Концепцію «пролетарської нації» пізніше прийняли фашисти після Першої світової війни. Вони використовували її для спроби відвести робітничий клас від соціалізму та комунізму, стверджуючи, що боротьбу між класами можна замінити боротьбою між націями, зокрема між «пролетарськими націями» та плутократіями.

## Витоки
У 1910 році Енріко Коррадіні вперше ввів термін "пролетарська нація". Це стало частиною аргумента на користь нового радикального націоналізму, який він пропагував. Цей новий націоналізм мав брати натхнення з "вогню, нервів і рішучості" революційних лівих, але вміщував в собі ідеї війни замість революції та територіального завоювання замість повалення правлячого класу. Коррадіні виступав проти революційного соціалізму та синдикалізму в Італії через їх антипатріотизм, антимілітаризм, інтернаціоналізм і підтримку класового конфлікту. Однак він та інші націоналісти були захоплені революційним та завойовницьким духом цих пролетарських рухів. На зборах Італійської націоналістичної асоціації у 1910 році Коррадіні висловив таку думку:
Ми - пролетарський народ по відношенню до решти світу. Націоналізм - це наш соціалізм. Націоналізм повинен ґрунтуватися на істині, що Італія морально і матеріально є пролетарською нацією.— "Маніфест Італійської націоналістичної асоціації", грудень 1910 року
Нова концепція пролетарської нації пропагувалася в щотижневому журналі "La Lupa", заснованому Паоло Орано в жовтні 1910 року, одним з провідних авторів якого був Коррадіні.

## Використання поняття
Беніто Муссоліні час від часу використовував цю концепцію від початку Другої світової війни і до своєї смерті. Цей термін вказував не лише на відмінності між фашизмом і капіталізмом, а також між комунізмом і фашизмом.
В одному зі своїх останніх інтерв’ю перед смертю в 1945 році Муссоліні заявив журналісту Іваное Фоссані, що "ми, як пролетарські нації, виступаємо проти плутократів" і що "я переконаний, як ніколи, що світ не може вибратися з дилеми: або Рим, або Москва". 
Термін «пролетарська нація» також зустрічався в Німеччині в 1920-х роках, особливо серед штрассерівського крила нацистської партії. Ця група критикувала лідерство Адольфа Гітлера і намагалася здобути популярність серед німецьких робітників. Грегор і Отто Штрассери, разом з іншими прибічниками, включаючи Йозефа Геббельса, висловлювали ідею «пролетарського націоналізму». Їхня позиція полягала в тому, що необхідно говорити не про «поклик пролетарського класу», а про «пролетарські нації». Вони сприймали Німеччину як країну, яка була приниженою, зрадженою та відібраною після Першої світової війни і підтримували ідею об'єднання Німеччини з іншими пригнобленими націями, що Гітлер назвав «політичною нісенітницею» . Пізніше, в 1940 році, високопосадовець нацистського режиму і глава Німецького трудового фронту, Роберт Лей, також використовував термін «пролетарська нація», описуючи Німеччину.

## Використання в маоїзмі
Схожий термін також використовувався в Китаї. Лі Дачжао, один із засновників Комуністичної партії Китаю, визначив Китай як загальну пролетарську націю, а білу расу – як світовий клас правлячих. Пізніше, маоїстські рухи, такі як Маоїстський інтернаціоналістський рух, також використовували цей термін для позначення націй Третього світу, які були пригноблені, на відміну від буржуазних націй Першого світу. У 1970-х роках, Маоїстська революційна комуністична партія США використовувала термін "розпорошена пролетарська нація нового типу" для позначення виключно афроамериканців, які в основному були найманими робітниками та промисловими працівниками (без значної частини чорної буржуазії чи селянства, як в інших націях), розсіяних по території Сполучених Штатів.

## Дивись також
- Буржуазна нація
- Ідейні витоки фашизму
- Плутократія